# Ruske republike
Ruska Federacija dijeli se na 85 federalnih subjekata ili upravnih jedinica (dvije su međunarodno nepriznati i okupirani ukrajinski teritoriji), od kojih su njih 22 republike:
| 1. Adigeja 2. Altaj 3. Baškirija 4. Burjatija 5. Dagestan 6. Ingušetija 7. Kabardino-Balkarija 8. Kalmikija |  | 9. Karačajevo-Čerkezija 10. Karelija 11. Komi 12. Marij El 13. Mordovija 14. Jakutija/Saha 15. Sjeverna Osetija-Alanija 16. Tatarstan |  | 17. Tuva 18. Udmurtija 19. Hakasija 20. Čečenija 21. Čuvašija 22. Krim (okupirani ukrajinski teritorij, aneksija je međunarodno nepriznata) |

## Ustavni status
Republike odudaraju od inih ruskih federalnih subjekata po činjenici da imaju pravo uspostaviti vlastiti službeni jezik (prema članku 68 ruskog Ustava).
Ostali federalni subjekti, poput krajeva i oblasti nemaju ova prava. Ipak, kao što je slučaj i s ostalim federalnim subjektima, suverenost republike nije priznata (članak 3), ne nadilazeći vlast Vlade u Moskvi.